# Els Valentins
Els Valentins, conegut també popularment com "els Masets" és una població del municipi d'Ulldecona, situada al sud de Catalunya a la comarca del Montsià. És un dels anomenats "barris" d'Ulldecona, que es troben a una certa distància d'aquesta població.
Aquest nucli es troba a la plana limitada per els Ports de Beseit i la Serra de Godall, no gaire lluny de la Sénia.

## Història
Els Valentins sembla que es va originar en una agrupació de masos al segle xix. Els masos més coneguts dels voltants són, entre d'altres: mas de Berga, les Senioles, mas de la Campa, mas de la Rata, Venta de la Punta, etc. La carretera local passa pel mig del poble. Antigament el poble es va organitzar al voltant del camí que anava de la Venta de la Punta 40° 38′ 28″ N, 0° 21′ 15″ E / 40.64111°N,0.35417°E a la carretera de Tortosa, fins al barri d'el Castell. L'antiga escola dels Valentins és actualment un restaurant. L'església del poble es va construir a finals del segle xix i a "jornal de vila". El rellotge del campanar és una magnífica peça de base d'acer i maquinària de bronze amb dos contrapesos (fabricat a França l'any 1929 per L. Terraillon i Cie.) Rellevat del campanar cap a 1990 per un d'elèctric. Els primers habitants eren majoritàriament pagesos i ramaders. Tanmateix l'eclosió de la indústria del moble a la propera localitat de La Sénia, ha propiciat que molts d'ells hi treballin. Altrament també és important remarcar l'oferta culinària del poble.
Els Valentins té una població de 315 habitants.